# Periplacis
Genre
Periplacis est un genre d'insectes lépidoptères (papillons) de la famille des Riodinidae.

## Dénomination
Le genre Periplacis a été créé par Carl Geyer en 1837.

## Liste d'espèces
Selon BioLib (5 avril 2021) :
- Periplacis aldasi (Hall & Willmott, 1995)
- Periplacis apotheta (Bates, 1868)
- Periplacis cicuta (Hewitson, 1863)
- Periplacis clotho (Stichel, 1911)
- Periplacis coruscans (Butler, 1867)
- Periplacis felsina (Hewitson, 1863)
- Periplacis glaucoma Geyer, 1837 ; présent au Costa Rica, au Panama, en Colombie et au Brésil
- Periplacis hebrus (Cramer, 1775)
- Periplacis homerus Hall, 2018
- Periplacis laobotas (Hewitson, 1875)
- Periplacis menander (Stoll, 1780)
- Periplacis nitida (Butler, 1867)
- Periplacis perisama Hall, Ahrenholz & Aldas, 2020
- Periplacis pretus (Cramer, 1777)
- Periplacis splendida (Butler, 1867)
- Periplacis thalassicus (Brévignon & Gallard, 1992)